# Екатериновское сельское поселение (Матвеево-Курганский район)
Екатериновское сельское поселение — муниципальное образование в Матвеево-Курганском районе Ростовской области.
Административный центр поселения — село Екатериновка.

## Административное устройство
В состав Екатериновского сельского поселения входят:
- село Екатериновка,
- хутор Вареник,
- хутор Выселки,
- село Григорьевка,
- хутор Деркачева,
- хутор Ковыльный,
- хутор Колесников,
- хутор Краснодаровский,
- хутор Малоекатериновка,
- хутор Новопавловский,
- хутор Новосёловка,
- хутор Новоспасовский,
- хутор Харьковский,
- хутор Шрамко.

## Население
| 2010  | 2012  | 2013  | 2014  | 2015  | 2016  | 2017  |
| ----- | ----- | ----- | ----- | ----- | ----- | ----- |
| 2486  | ↘2401 | ↘2344 | ↘2282 | ↘2268 | ↘2229 | ↘2207 |
| 2018  | 2019  | 2020  | 2021  |       |       |       |
| ↘2163 | ↘2131 | ↗2191 | ↗2320 |       |       |       |